# Фридрихсхафен FF.49
Фридрихсхафен FF.49 је једномоторни, двокрилни, двоседи хидроавион са пловцима из периода Првог светског рата, спадао је у класу хидроавион бомбардер-извиђач. Направљен у Немачкој а по лиценци је рађен у другим земљама. Авион је први пут полетео 1917. године.

## Пројектовање и развој
Фабрику за производњу авиона (Flugzeugbau Friedrichshafen GmbH) основао је 1912. године Теодор Кобер (Teodor Kober) који је претходно радио код компаније Цепелин (Zeppelin). Уочи и за време Првог светског рата развио је читаву серију испешних хидроавиона за потребе Немачке ратне морнарице. Ова серија авиона је названа Фридрихсхавен (Friedrichshafen) према месту у коме је лоцирана фирма. Авион Фридрихсхафен FF.49 је пројектован на бази својих претходника авиона Фридрихсхафен FF.33 и Фридрихсхафен FF.39 и први пут је полетео 1. јануара 1917. године. На захтев Немачке ратне морнарице направљена су два типа авиона FF.49b-бомбардер и FF.49c-извиђачки авион. У извиђачкој верзији FF.49c прва кабина је била кабина пилота а у другој кабини је седео извиђач који је имао митраљез за одбрану задње сфере авиона Код бомбардерске верзије FF.49b било је обрнуто пилот је седео у другој кабини а извиђач-бомбаш у првој.

### Варијанте авиона Фридрихсхафен
- Фридрихсхафен  - хидроавион извиђач двосед са мотором  снаге 200 KS, произведен у 14 примерака,
- Фридрихсхафен  - хидроавион бомбардер двосед са мотором  снаге 220 KS, произведен у 25 примерака,
- Фридрихсхафен  - хидроавион извиђач двосед са мотором  снаге 240 KS, произведен у 235 примерака,

### Технички опис
Хидроавиони Фридрихсхафен FF.49 су једномоторни двокрилни двоседи бомбардерско извиђачки хидроавиони са пловцима. Авион је потпуно дрвене конструкције труп је обложен водоотпорним шпером, реп платном, а крила су такође дрвене конструкције пресвучена платном. Крила су четвртастог облика са равним крајевима. Са сваке стране крила, авион је имао по три пара упорница. Укрућивање крила се постизало унакрсно постављеним челичним ужадима са затезачима. Доња крила код овог авиона су истих димензија као и горња. Крилца за управљање авионом су се налазила и на доњим и горњим крилима, што је олакшало управљање авионом. У носу авиона је био смештен водом хлађени линијски мотор (Benz Bz IV снаге 200/220/240 KS) хладњак мотора је био причвршћен на горње крило. Вучна елиса која је покретала авион била је двокрака, направљена од дрвета фиксног корака. Кокпит пилота је био отворен и налазио су у трупу авиона иза крила. Обе кабине су имале мале провидне ветробране који су штитиле посаду од воде при полетању и ветра при лету авиона. Пилот и извиђач су седели један иза другог (тандем распоред). У трупу авиона су били смештени резервоари за гориво максималног капацитета 6.600 литара горива што је авиону обезбеђивало велику аутономију лета (око 5 сати и 40 минута). Стандардна опрема извиђачке варијанте ових авиона је била радио-станица за одржавање комуникације са оперативним центром.

## Наоружање
| Наоружање авиона: Фридрихсхафен |                   |
| Ватрено (стрељачко) наоружање   |                   |
| Топ                             |                   |
| Митраљез                        |                   |
| Број и ознака митраљеза         | 1; марке          |
| Калибар                         | 7,92              |
| Бомбардерско наоружање (бомбе)  |                   |
| Класичне авио бомбе             | слободно падајуће |
| Укупна маса                     | 50,8              |
| Број тачака за подвешавање      | 4                 |
| Ракетно наоружање (ракете)      |                   |

## Оперативно коришћење
Хидроавиони Фридрихсхафен FF.49 су коришћени у време Првог светског рата на територијама Немачке и Аустроугарске а после рата су коришћени у Данској, Финској, Норвешкој, Пољској, Шведској и Југославији а најчешће је коришћен за поштански саобраћај (Шведска, Пољска и Аустроугарска). У Шведској је у спомен на поштанску функцију овог авиона 2001. године издата пригодна поштанска марка. Према различитим изворима произведено је између 240 и 274 примерака ових авиона. Авион је био поуздан, издржљив и захвалан за летење. Забележен је случај да су рибари у Балтичком мору пронашли један авион Фридрихсхафен FF.49 после пет дана плутања по узбурканом мору, притом авион није био оштећен. У служби је био све до 1926. године.

### Коришћење хидроавиона Фридрихсхафену југословенском Поморском ваздухопловству
Још у току рата или тачније јуна месеца 1918. године из Немачке је пребачено једно комплетно одељење хидроавиона Фридрихсхафен FF.49c чији је задатак био да одржава везу између Пуле и Боке которске у којој се налазила немачка подморничка база. Ови авиони су летели са немачком посадом иако су носили Аустроугарске ознаке. У току јула месеца Италијани су оштетили два авиона овог типа, а у августу месецу у хидробази Кумбор су оштетили и трећи авион са бројем 1833 до те мере да се сматрао неисплатив за поправку. Након повлачења Аустроугарске војске овај авион је остао у Кумбору и верује се, мада се не сме сто посто тврдити да је то баш авион који је добио касније ознаку Н12 m у југословенском поморском ваздухопловству.
У југослованском ПВ (поморском ваздухопловству Краљевине СХС) је коришћен један авион типа Фридрихсхафен FF.49, који је остао као ратни плен иза Аустроугарске у хидробази Кумбор. Авион је био означен ознаком Н12 m (Н-наставни; 12-редни број; м-мотор Мерцедес тј. Бенц) а био је офарбан плавом бојом са белом траком дуж средине трупа што је био обичај за означавање школских авиона. Коришћен је углавном за преобуку пилота са хидроавиона у облику чамца на хидроавионе са пловцима од 1921. до 1926. године. До 1926. ово је био један од три хидроавион са пловцима у југословенском ПВ (два су била Румплер 6B2). На тој функцији га је заменио хидроавион сличне концепције и конструкције Арно HD-41H који се по француској лиценци радио у домаћој фабрици Змај а касније и авионом домаће конструкције Физир Ф1М-Јупитер.

## Земље које су користиле овај авион
| - Данска (1 примерак) - Финска (4 примерка) - Немачко царство - Норвешка - Пољска (1 примерак) - Југославија (1 примерак) - Шведска (2 примерка) |